# Scybalista leucostactalis
Scybalista leucostactalis là một loài bướm đêm trong họ Crambidae.